# Jensen C-V8
La Jensen C-V8 est une voiture GT à quatre places produite par Jensen Motors entre 1962 et 1966. Lancée en octobre 1962, la série C-V8 avait une carrosserie en fibre de verre avec des revêtements de porte en aluminium, comme la série 541 précédente. 
Tous les C-V8 utilisaient des moteurs à gros blocs provenant de Chrysler ; d'abord la version 361 ci  puis, à partir de 1964, la version 383 ci (330 CV - 246 KW). La plupart des voitures avaient une transmission automatique Chrysler TorqueFlite à trois vitesses, mais sept Mk2 C-V8 ont été produits avec le moteur 6 litres et la boîte manuelle à quatre vitesses, suivis de deux Mk3 manuels. Le moteur est entièrement en retrait derrière la ligne de l'essieu avant, ce qui a fait du C-V8 l'une des premières voitures à moteur avant central. Alors que la grande majorité des C-V8 étaient fabriqués en conduite à droite (RHD), dix ont été fabriqués en conduite à gauche (LHD).
La voiture était l'une des quatre places de série les plus rapides de son époque. Le Mk II, capable de 219 km/h, a parcouru un quart de mille (~ 400 m) en 14,6 secondes et a accéléré de 0 à 100 km/h en 6,7 secondes. C'était aussi l'une des voitures les plus rapides sur l'épreuve du 0 à 100 km/h dans le monde, en étant même plus rapide que des voitures aussi performantes à l'époque comme la Lamborghini Miura, l' Aston Martin DB5 et la Jaguar E Type .
Le Mk II améliorée, introduite en octobre 1963, avait des amortisseurs arrière à réglage électronique Armstrong Selectaride et d'autres changements de style mineurs. Les modifications apportées à la Mk III, la version finale de la série introduite en juin 1965, comprenaient une réduction mineure de la longueur totale, un pare-brise plus profond, des phares de taille égale sans lunette chromée, une ventilation intérieure améliorée, un tableau de bord en placage de bois, l'ajout de butoirs aux pare-chocs et un système de freinage à double circuit. La voiture n ° 104/2308, la voiture bleue illustrée dans cet article est une Mark Two légèrement modifiée qui a quitté l'usine en mai 1965.
L'usine fabriquait deux cabriolets: un cabriolet et une "Sedanca" qui ne s'ouvrait qu'au-dessus des sièges avant. La Sedanca de 1963 a été présentée dans un article de Paul Walton dans le numéro de juin 2008 de Ruoteclassiche, le principal magazine italien de voitures classiques.
L'avant du C-V8 a été conçu avec des phares couverts, similaires à ceux de la Ferrari 275 GTB et [Jaguar E-Type Jaguar E-type -série 2] comme élément clé du design. Mais en raison des craintes qu'ils pourraient réduire l'efficacité des phares, les couvercles ont été supprimés pour les voitures de série. En conséquence, l'apparence de l'avant du C-V8 a été compromise et s'est avérée controversée pendant des décennies. Les propriétaires commencent maintenant à redonner à leurs voitures le style épuré original prévu par le designer Eric Neale. Le modèle a été abandonné en 1966, après une production totale de 500 exemplaires. La carrosserie en fibre de verre et le fait que le cadre à deux tubes ait été installé à partir du périmètre de la voiture ont contribué au taux de survie relativement élevé du modèle.
La C-V8 était peu utilisée dans les sports automobiles, bien qu'une Jensen d'usine ait été confiée à une équipe de pilotes de course, dont Roy Salvadori, pour participer aux épreuves d'endurance de 4 heures de la Commanders Cup à Snetterton en MKIII C-V8 en 1965. Plus récemment, une Jensen C-V8 a été l'une des voitures les plus récompensées du rallye Tarmac Classic, avec plus de 120 trophées, dont plusieurs victoires et podiums à Targa Tasmania, Classic Adelaide et Targa High Country (Outright et Handicap) et plusieurs victoires en séries de championnats.
Un prototype de C-V8 FF était équipé de quatre roues motrices et d'un système de freinage antiblocage. Il a été utilisé pour le développement de la Jensen FF qui était la première voiture de production non tout-terrain équipée de quatre roues motrices de la marque Jensen.
Uen C-V8 Mk II a été présenté dans la série télévisée de 1965 à 1966 de l'ITC The Baron . Les propriétaires célèbres de Jensen C-V8 incluent l'acteur Sean Connery de James Bond qui possédait un MKII Reg AUW 70B, la pop star Susan Maughan, le guitariste Dave Hill du groupe glam-rock Slade dont la voiture portait l'enregistrement YOB 1 et Sir Greg Knight MP, président du groupe des véhicules historiques parlementaires de tous les partis.
Une CV-8 a été présenté dans la série télévisée 2015 de la BBC, London Spy, conduite par le personnage Scottie. L'un a également été présenté dans la série 4 épisode 5 de Minder. Il était conduit par Jimmy Nail et avait le numéro d'enregistrement 324 PE.
En 2015, une Jensen CV-8 Mk II a commencé à être modifié dans le but de devenir la première Jensen à établir un record de vitesse lors de la Speed Week 2018.
Le "Sedanca" a également été présenté dans le magazine Classics Monthly, numéro 146, février 2009.

En 1964, un Jensen C-V8 a remorqué une caravane 400, Alpine et Musketeer à plus de 100 mph sur l'aérodrome de Duxford. La remorque Mousquetaire a établi le record du monde à un peu plus de 102 mph !! comme indiqué dans "Caravans: The Illustrated History from 1960 Par Andrew Jenkinson"

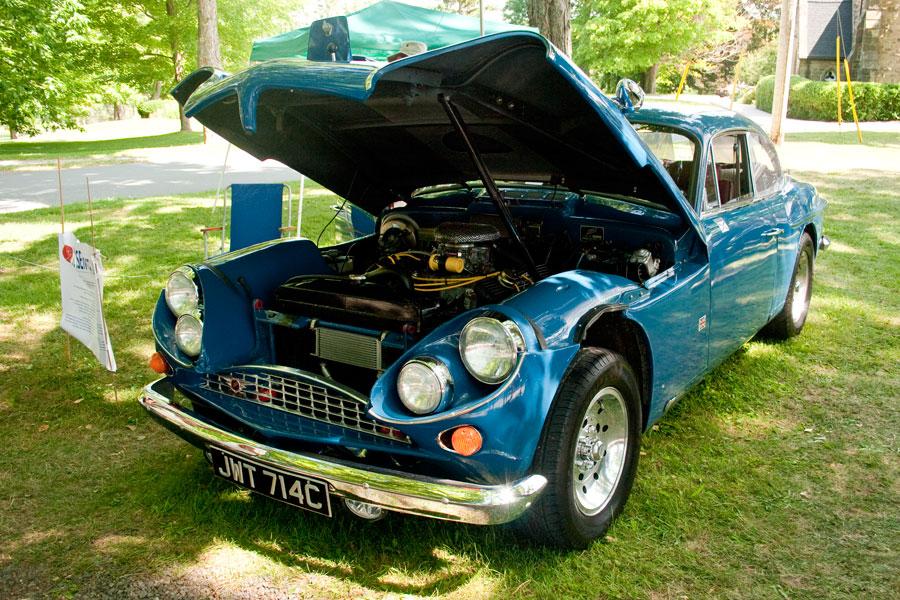
Jensen CV8 104/2308
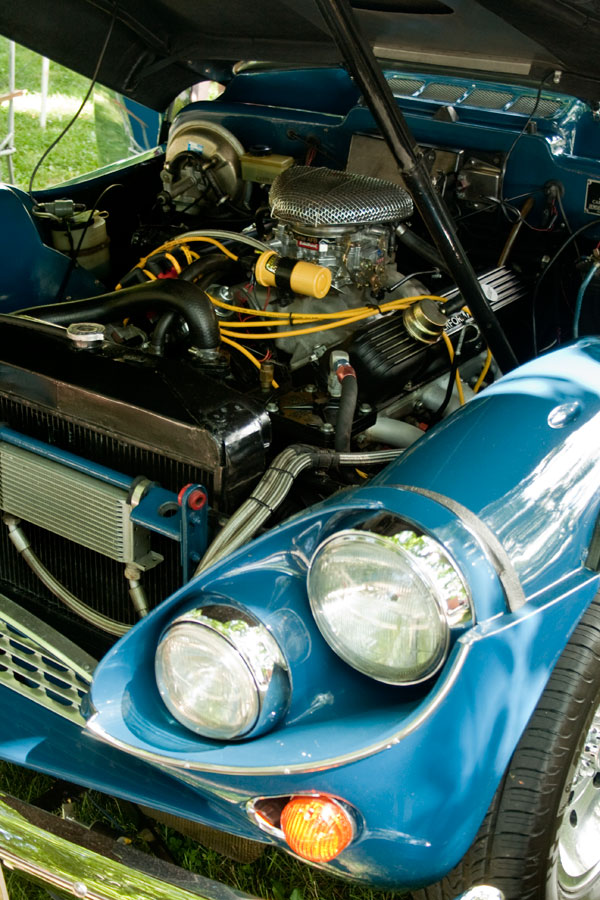
Détail du moteur Jensen CV8
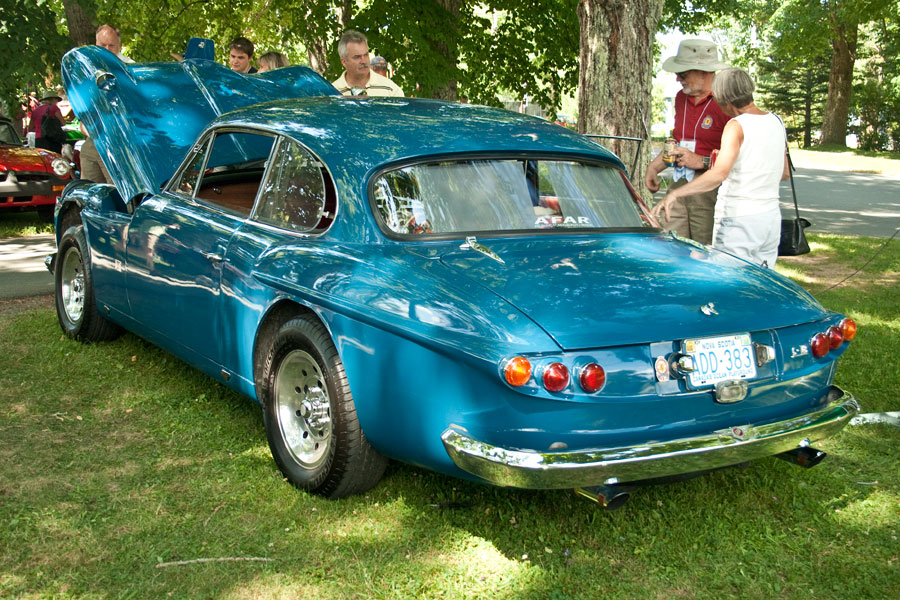
Jensen CV8